# Tau'ri
De Tauri zijn een fictief volk in de televisieserie Stargate SG-1 en Stargate Atlantis.
Tau'ri is de term die wordt gebruikt door de bewoners van de Melkweg om te verwijzen naar de Aarde en haar bewoners. Het woord betekent eersten van of die van de eerste wereld' in het Goa'uld, dat wil zeggen dat het menselijk leven begon op aarde. Hoewel het oorspronkelijk toegepast wordt op alle menselijke wezens in de Melkweg, wordt dit na een termijn specifiek gebruikt voor de mensen die geboren zijn op de Aarde, naarmate het stargateprogramma vorderde kregen de Tau'ri steeds meer te maken met het Rijk van de Goa'uld.
De Tau'ri worden de Atlantiërs genoemd door het volk van de Pegasusmelkweg, omdat ze in de stad Atlantis wonen, en onder het Beschermdeplanetenverdrag staat aarde bekend als Midgard. In de meeste gevallen van de tijd zijn de Tau'ri in gevecht via een oorlog op meer fronten met de galactische onderdrukkers, tegen verschillende rassen. Wanneer de Asgard op de rand van uitsterven staan verklaren zij dat de Tau'ri het Vijfde ras" zijn, een verwijzing naar de nu gebroken Alliantie van de Vier grote rassen.
"Jullie zijn het vijfde Ras. Jullie rol is duidelijk. Als er enige hoop is op het behouden van de toekomst, ligt dit bij jou en je volk"
- Thor

## Geschiedenis
De Tau'ri zijn kinderen (creaties) van de Ouden, die werden gemaakt toen zij naar de Pegasusmelkweg verhuisden. Ze keerden terug na het einde van hun oorlog met de Wraith. Doordat sommigen van de Tau'ri afstammelingen van de Ouden zijn en de genetische code bevatten om de technologie van de Ouden te gebruiken, werden de Tau'ri de erfgenamen van de technologie van de Ouden.
Rond dezelfde tijd, worden de Tau'ri ontdekt door de Goa'uld Ra, en werden de mensen verspreid over de Melkweg via het stargate-netwerk en met ruimteschepen duizenden jaren geleden. De mensen op aarde kwamen uiteindelijk in opstand tegen de opgelegde Goa'uld-slavernij en begroeven daarna de Stargate in Egypte.
Tijdens de Tweede Wereldoorlog (1939-1945) werd er voor het eerst geëxperimenteerd met de Stargate.
De experimenten, en uiteindelijk exploratie, werden vele jaren later voortgezet, toen de VS met negen teams (later veel meer) werelden bezocht, onderzocht om te onderhandelen met andere beschavingen, om te kijken of er bedreigingen voor de aarde zijn, en om technologie te vinden waarmee ze aarde kunnen beschermen. De eerste missie werd ging naar de planeet Abydos. (in de film Stargate).
In het jaar 2004, ontdekte de aarde het Stargate-adres van de Verloren Stad van de Ouden, bekend onder hun mythen als Atlantis: een stad die een tal van technologieën bezit. Wie deze opnieuw ontdekt, krijgt uiteindelijk de beheersing over de melkweg. Het bevindt zich echter in een ander sterenstelsel genaamd Pegasus. Stargate Command stuurde een expeditie door de Stargate om de stad te vinden. Bij aankomst leren ze dat de Ouden, ook hier menselijk leven maakte. En ook dat ze een ontmoeting hadden met een machtige vijand bekend als de Wraith.
Na acht jaar vechten tegen de Goa'uld, konden de Tau'ri eindelijk de Systeemheren verslaan, samen met de replicators, geholpen door het Jaffa-verzet, de Tok'ra en de Asgard, met hulp van het Dakara-superwapen van de Ouden.
Na de nederlaag van de Goa'uld, maakten Daniel Jackson en Vala Mal Doran uiteindelijk contact met de technologische superieure Ori en maakten bij hun bekend dat er mensen zijn in de Melkweg. De Tau'ri werden vervolgens weer gedwongen om te vechten tegen de Ori en hun volgelingen, op zoek naar een wapen om hen effectief te kunnen bestrijden, en om te voorkomen dat de mensheid weer gedwongen wordt om valse goden te aanbidden.
In 2007 zijn de Tau'ri erin geslaagd om een wapen te verwerven dat de Ori kan vernietigen, de Sangraal, en stuurden het naar de Ori-melkweg om de wezens te vernietigen die van zuivere energie zijn, om te voorkomen dat de mensheid in slavernij gebracht wordt.